# Polystichum xiphophyllum
Polystichum xiphophyllum là một loài thực vật có mạch trong họ Dryopteridaceae. Loài này được (Baker) Diels miêu tả khoa học đầu tiên năm 1899.